# Tom Van Asbroeck
Tom Van Asbroeck (nascido em 19 de abril de 1990) é um ciclista profissional bélgico, membro da equipe holandesa Team Lotto NL-Jumbo.